# Pniktogeni
Dušikova skupina periodnega sistema elementov vsebuje dušik (N), fosfor (P), arzen (As), antimon (Sb), bizmut (Bi) in nepotrjeni moskovij (Mc).
V sodobni notaciji IUPAC se dušikova skupina imenuje 15. skupina. V starih sistemih IUPAC in CAS se je imenovala VB oziroma VA skupina, ker imajo vsi elementi na zunanji orbitali po pet valenčnih elektronov. Na področju fizike polprevodnikov se posod po svetu še vedno imenuje V. skupina. Elementi 15. skupine se imenujejo tudi pniktogeni ali penteli. Prvo ime je nastalo iz grške besede πνίγειν (pnigein), ki pomeni "zadušiti" ali "ugasiti" (lastnost dušika), drugo pa iz latinske besede penta (pet), ki izhaja iz njihove elektronske konfiguracije.
Najpomembnejši element skupine je dušik (N), ki je kot dvoatomna molekula N2 sestavni del zemeljskega ozračja.

## Elektronska konfiguracija
Elementi 15. skupine imajo podobne elektronske konfiguracije, predvsem na najbolj zunanji elektronski orbitali:
| Z   | Element    | Št. elektronov/orbitala |
| --- | ---------- | ----------------------- |
| 7   | Dušik      | 2, 5                    |
| 15  | Fosfor     | 2, 8, 5                 |
| 33  | Arzen      | 2, 8, 18, 5             |
| 51  | Antimon    | 2, 8, 18, 18, 5         |
| 83  | Bizmut     | 2, 8, 18, 32, 18, 5     |
| 115 | Ununpentij | 2, 8, 18, 32, 32, 18, 5 |

Elementi iz 15. skupine imajo na zunanji orbitali po pet elektronov s konfiguracijo ns2np3. Podorbitala s je polna, na podorbitali p pa imajo tri neparne elektrone. Elementi lahko tri manjkajoče elektrone sprejmejo in dobijo elektronsko strukturo žlahtnega plina iz svoje periode, lahko pa vseh pet valenčhih elektronov oddajo in dobijo elektronsko strukturo žlahtnega plina iz prejšnje periode. Elementi imajo zato veliko možnih oksidacijskih stanj, od 3- do 5+ (dušik v dušikovi(V) kislini (HNO3)).

## Lastnosti

### Fizikalne lastnosti
V dušikovi skupini elementov sta dve nekovini, dve polkovini, kovina in sintetični element, ki je verjetno kovina. Vsi elementi razen dušika, so pri sobni temperaturi trdne snovi. Dušik in bizmut se po svojih fizikalnih lastnostih močno razlikujeta od ostalih elementov in nekako ne spadata v to skupino: dušik je pri standardnih pogojih brezbarven plin, medtem ko je bizmut rožnata kovina.

### Kemijske lastnosti
Elementi so znani po svoji stabilnosti v spojinah, ker lahko tvorijo dvojne in trojne kovalentne vezi. Zaradi teh lastnosti so elementi potencialno toksični, kar je opazno predvsem pri fosforju, arzenu in antimonu. Kadar ti elementi reagirajo z različnimi snovmi v človeškem organizmu, tvorijo močne proste radikale, ki jih jetra težko presnovijo in se zato v njih akumulirajo. Elementarni dušik in bizmut tvorita večatomne molekule z močnimi vezmi, ki zmanjšujejo njuno reaktivnost in s tem tudi toksičnost. Dušik se zaradi svoje nereaktivnosti celo uporablja za ustvarjanje inertne atmosfere v primerih, ko so argon ali drugi žlahtni plini za to predragi.